# Weidehavikskruid
Weidehavikskruid (Hieracium caespitosum, synoniem:Pilosella caespitosa, Hieracium pratense) is een vaste plant die behoort tot de composietenfamilie (Asteraceae). De soort staat op de Nederlandse Rode lijst van planten als een soort die in Nederland zeldzaam en stabiel of toegenomen is.
De plant wordt 30 - 90 cm hoog en vormt lange uitlopers. De stengels, bladeren en bracteën hebben een dichte, zwarte beharing.  De tot 15 cm lange, lancet- tot spatelvormige bladeren zijn aan beide kanten behaard. Aan de onderkant zitten vaak sterharen.
Weidehavikskruid bloeit in juni met lichtgele bloemen. De 1 cm grote bloemhoofdjes zitten in dichte clusters aan de top van de stengels. In een cluster zitten 5 - 40 hoofdjes. De hoofdjes bevatten alleen lintbloemen.
De vrucht is een glimmend zwart, geribd nootje met vruchtpluis. Aan de top van het nootje zitten in het verlengde van de ribben kleine afstaande tandjes.

## Voorkomen
Weidehavikskruid komt voor in vochtige, matig voedselrijke graslanden en bermen en langs slootkanten.

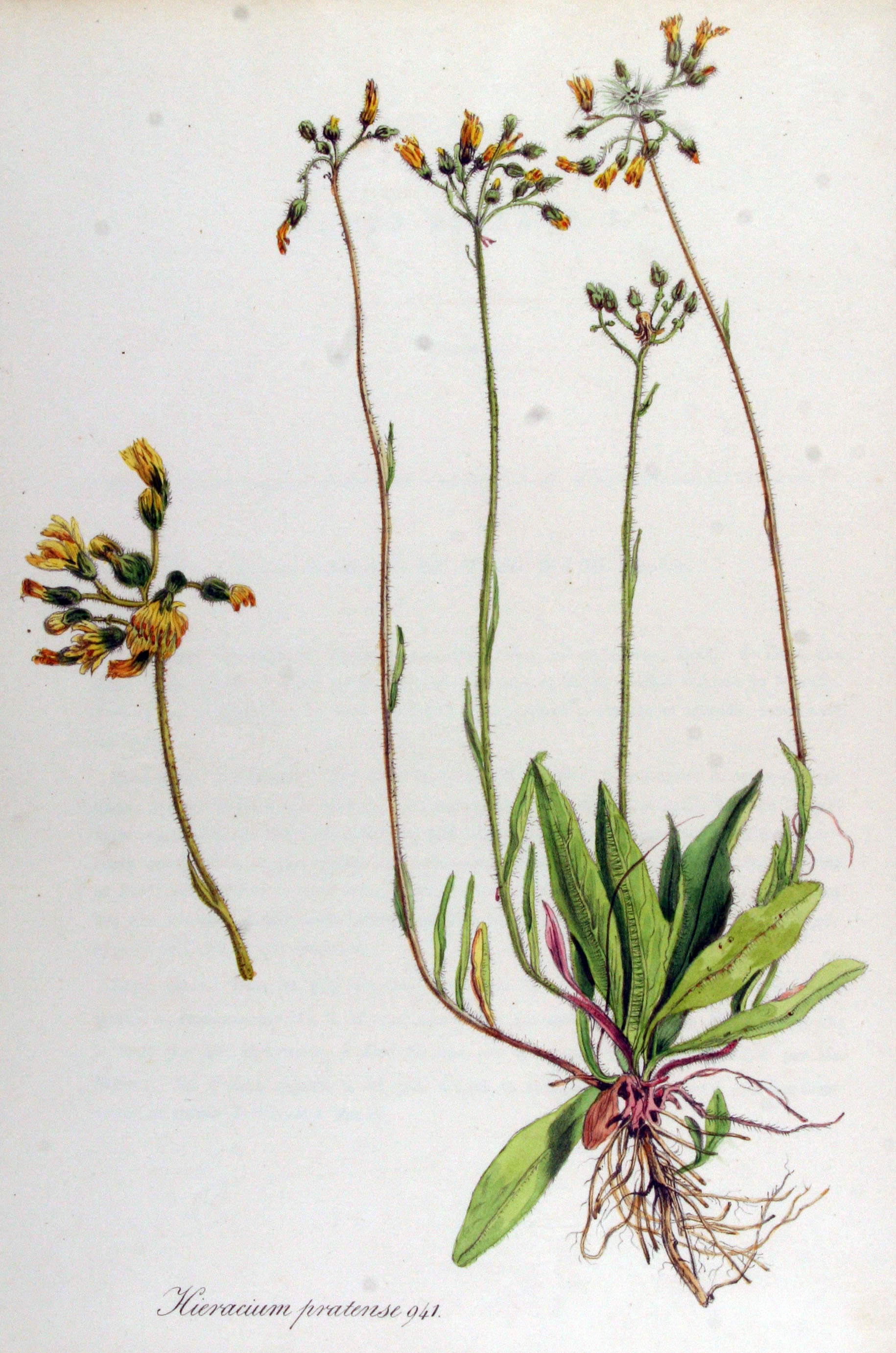
Flora Batava
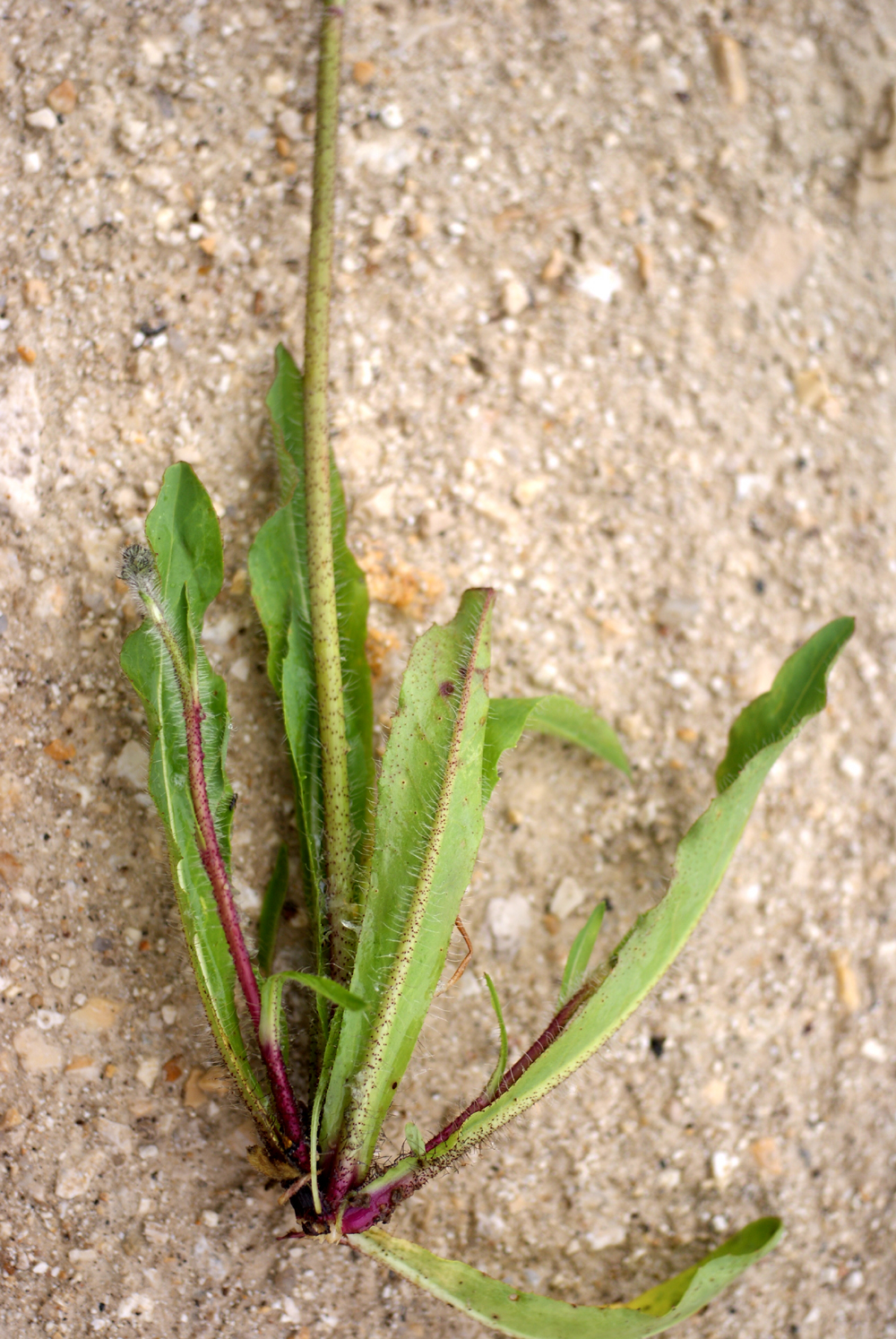
Bladrozet
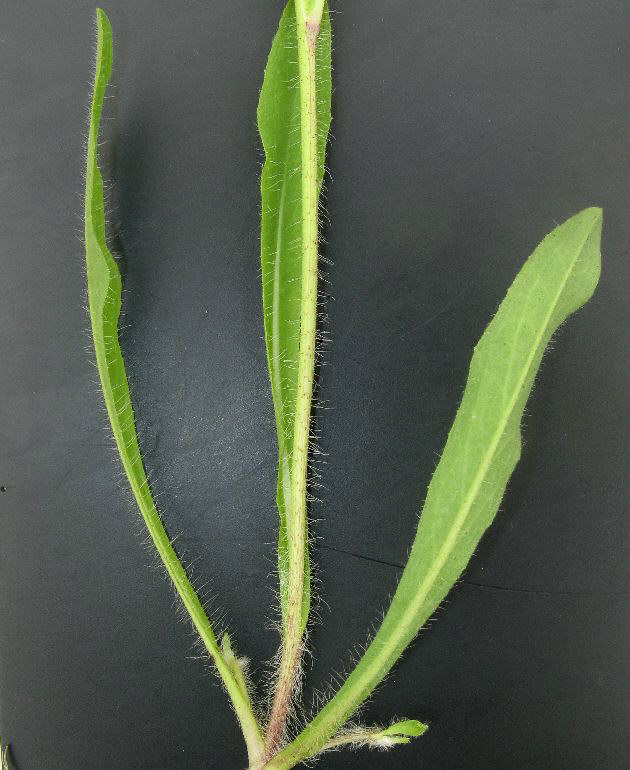
Blad
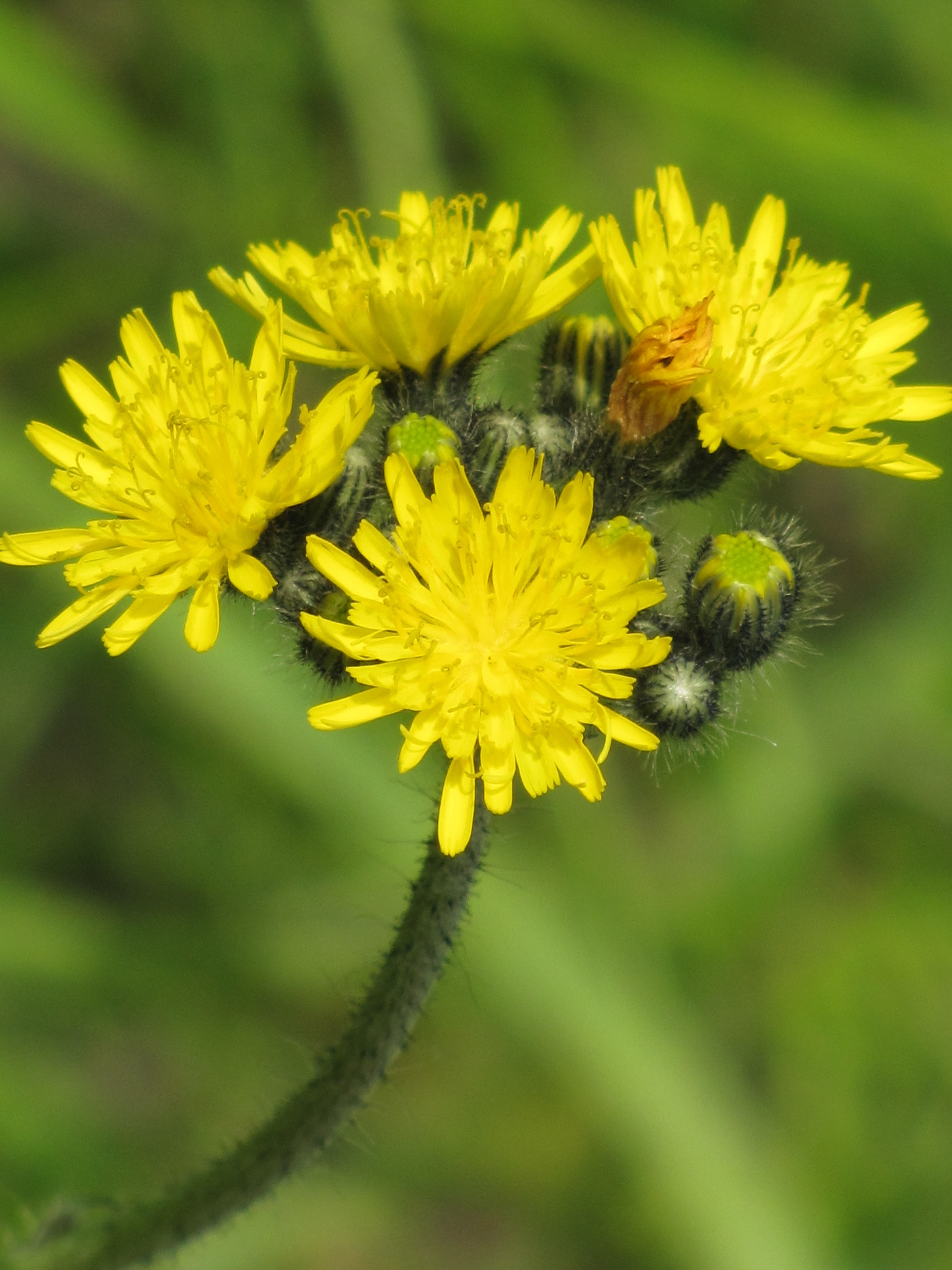
Bloeiwijze